# Osiedle Skowronków (Jelenia Góra)
Osiedle Skowronków – jedno z kilku osiedli Jeleniej Góry znajdujących się blisko jej centrum. Znajduje się ono na południowy wschód od centrum miasta i na północ od dzielnicy Czarne. Obejmuje ulice: Wesołą, Skowronków i Dziecinną w Jeleniej Górze.